# 戴里陨石坑
戴里陨石坑（Daly）是位于月球正面东部赤道区的一座小撞击坑，其名称取自加拿大地质学家雷金纳德·奥德沃思·戴利（Reginald Aldworth Daly，1871年-1957年），1973年被国际天文学联合会正式批准接受。

## 描述

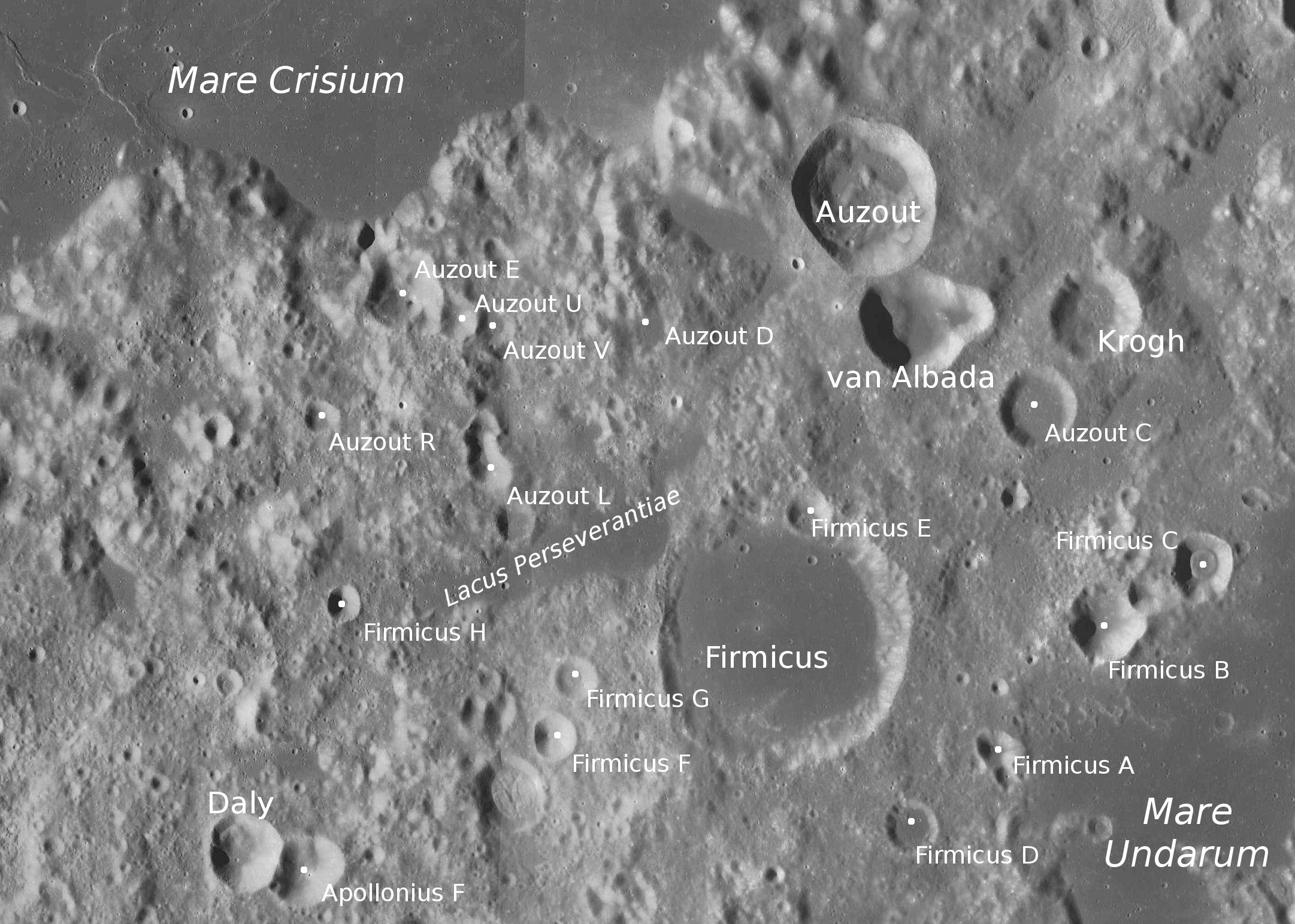
戴里陨石坑周边图，月球勘测轨道飞行器拍摄。

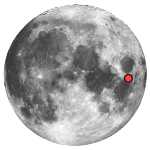
戴里陨石坑的位置图

该陨坑西侧毗邻邦贝利陨石坑；西北靠近沙普利陨石坑；费尔米库斯陨石坑位于它的东北偏东；东南则是阿波罗尼奥斯陨石坑；而嘉当陨石坑横亘在南面。环戴里陨石坑四周分布着非常多样的有趣月表地形。它的北方是危海、东北坐落着长存湖、东面和南面分别濒临浪海和泡沫海、往南有成功湾、西南则是丰富海。该陨坑的中心月面坐标为5°44′N 59°30′E / 5.74°N 59.50°E，直径14.96公里，深度约2.408公里。
戴里陨石坑外形呈多边形状，西北侧略为内凹，东侧切入了相同大小的卫星坑阿波罗尼奥斯 F。陨坑壁略有磨损，南侧内壁较北部更宽阔，坑壁平均高边地形560米。碗状的坑底相对平坦，表面没有其它的典型结构。该陨坑东北偏北有一片低反照率的月海区，目前尚未得到正式命名。
在1973年国际天文学联合会重新更名前，该陨坑曾被指名为卫星坑阿波罗尼奥斯 P。

## 另请参阅
- Andersson, L. E.; Whitaker, E. A. . NASA RP-1097. 1982.
- Blue, Jennifer. . USGS. July 25, 2007  [2007-08-05]. （原始内容存档于2018-12-25）.
- Bussey, B.; Spudis, P. . New York: Cambridge University Press. 2004. ISBN 978-0-521-81528-4.
- Cocks, Elijah E.; Cocks, Josiah C. . Tudor Publishers. 1995. ISBN 978-0-936389-27-1.
- McDowell, Jonathan. . Jonathan's Space Report. July 15, 2007  [2007-10-24]. （原始内容存档于2012-05-26）.
- Menzel, D. H.; Minnaert, M.; Levin, B.; Dollfus, A.; Bell, B. . Space Science Reviews. 1971, 12 (2): 136–186. Bibcode:1971SSRv...12..136M. doi:10.1007/BF00171763.
- Moore, Patrick. . Sterling Publishing Co. 2001. ISBN 978-0-304-35469-6.
- Price, Fred W. . Cambridge University Press. 1988. ISBN 978-0-521-33500-3.
- Rükl, Antonín. . Kalmbach Books. 1990. ISBN 978-0-913135-17-4.
- Webb, Rev. T. W.  6th revised. Dover. 1962. ISBN 978-0-486-20917-3.
- Whitaker, Ewen A. . Cambridge University Press. 1999. ISBN 978-0-521-62248-6.
- Wlasuk, Peter T. . Springer. 2000. ISBN 978-1-85233-193-1.